# ラーベナウ (ヘッセン)
ラーベナウ (ドイツ語: Rabenau) は、ドイツ連邦共和国ヘッセン州ギーセン郡に属す町村（以下、本項では便宜上「町」と記述する）である。郡庁所在地のギーセンから北東約 20 km に位置し、大学都市マールブルクからは南東にほぼ同じ距離にあたる。ヘッセン州のほぼ中央に位置している。

## 地理

### 名称
この町の町名は、地域名の「ラーベナウ」に由来する。

### 位置
ラーベナウは、ラーン川左岸の支流であるルムダ川沿いにあり、ギーセン、マールブルク、グリューンベルクの三角内に位置している。この町は、海抜 320 m から 400 m の間の山に囲まれている。より広い視点では、ラーンタール（ラーン川の谷）とフォーゲルスベルクとの間にあたる。南はヴェッテラウに至る。

### 隣接する市町村
ラーベナウは、北はエプスドルファーグルント（マールブルク＝ビーデンコプフ郡）、北東はホムベルク (オーム)（フォーゲルスベルク郡）、東はグリューンベルク、南はライスキルヒェン、南西はブーゼック、西はアレンドルフ (ルムダ)（以上、ギーセン郡）と境を接している。

### 自治体の構成
ラーベナウは、アラーツハウゼン、ガイルスハウゼン、ケッセルバッハ、ロンドルフ、オーデンハウゼン (ルムダ)、リュディングスハウゼンの各地区からなる。行政機構の所在地はロンドルフ地区である。

## 歴史
自治体ラーベナウはヘッセン州の地域再編に伴い、1970年10月1日にカッセルバッハとロンドルフが合併して成立した。1971年12月31日にはアラーツハウゼン、ガイルスハウゼン、オーデンハウゼン、リュディングスハウゼンがこれに加わった。

## 住民

### 宗教
宗教改革から第二次世界大戦までこの地域は、ほぼ完全に福音主義が信仰されていた。このため、現在でも福音主義の市民の比率は極めて高い。住民の約 10 % がカトリックで、その他の宗教団体は存在しない。

## 行政

### 町議会
2011年3月27日の選挙以降、ラーベナウの町議会は 27議席からなる。

### 首長
フローリアン・ランゲッカー (CDU) は、2017年11月26日の町長選挙で 51.5 % の票を獲得して町長に選出された。この選挙の投票率は 64.6 % であった。

### 友好自治体
- ナン＝レ＝パン（英語版、フランス語版）（フランス、ヴァール県）
- プラン＝ド＝サント＝ボーム（英語版、フランス語版）（フランス、ヴァール県）
- ラーベナウ (ザクセン)（ドイツ語版、英語版）（ドイツ、ザクセン州）

### 紋章
ラーベナウは、1971年7月30日に以下の紋章の使用を認可された。赤い頭部の下は銀地に黒いハートで作った三つ葉模様。
この紋章は、ノルデック・ツール・ラーベナウ家の紋章に赤い頭部を補って転用したものである。

## 経済と社会資本

### 交通

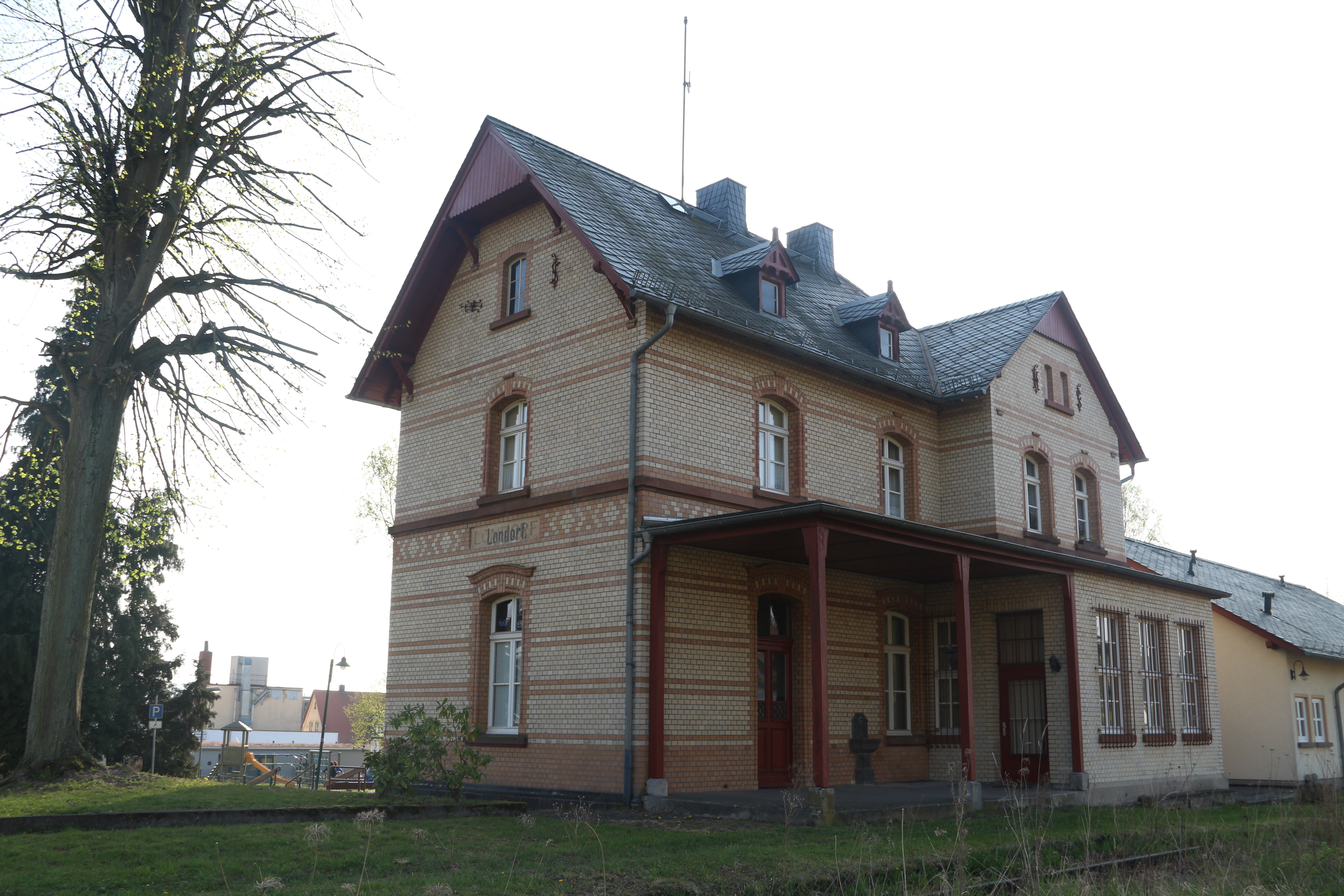
旧ロンドルフ駅

町境から遠くない場所に連邦アウトバーン A5号線のグリューンベルク・インターチェンジがある。
1896年からロンドルフ、ケッセルバッハ、オーデンハウゼン (ルムダ)、ガイルスハウゼン駅を有するルムダタール鉄道がラーベナウを通っていたが、現在は廃線となっている。旅客交通の最寄りの駅は、フォーゲルスベルク鉄道ギーセン - フルダ線のグローセン・ブーゼック駅およびグリューンベルク (ヘッセン)駅で、どちらもラーベナウから約 12 km の距離にある。この他に地域交通にとって重要なのは、マイン＝ヴェーザー鉄道カッセル - ギーセン - フランクフルト線のロラー駅でラーベナウから約 14 km である。最寄りの広域鉄道駅はマールブルク (ラーン)駅およびギーセン駅で、マイン＝ヴェーザー鉄道で約 23 km の距離にある。
最寄りの空港は、フランクフルト・アム・マイン空港で、約 80 km 離れている。

### 教育
基礎課程学校と幼稚園は、ロンドルフとリュディングスハウゼン地区にある。これより上級の学校は近隣のアレンドルフ (ルムダ) およびグリューンベルクにある。

## 文化と見所
- 郷土博物館
- ロンドルフの城館施設と城館庭園の一部
- ロンドルフ、アラーツハウゼン、オーデンハウゼン、リュディングスハウゼンの教会
- 「キルヒェンシュトゥンプフ」: アラーツハウゼンとガイルスハウゼンとの間にあるかつての集落「アントレフ」の遺跡
- ロンドルフ採石場での彫刻シンポジウム
- ロンドルフの旧駅舎の住民ホールでの芸術フォーラム

### レジャー・スポーツ施設
- ロンドルフ地区のルムダタールハレ
- TSV 07 ロンドルフ e.V. の DFB-ミニ競技場[6]
- オーバーヘッセン山地協会ロンドルフのハイキングヒュッテ
- ロンドルフ城館庭園のミニゴルフ場[7]
- ロンドルフ城館庭園のブール競技場
- ロンドルフのテニスコート
- 環状遊歩道「ラーベナウアー・ヘーエンヴェーク」[8]
- 自転車道 ルムダ - ヴィーゼック (44 km)
- 射撃クラブ 1969 ロンドルフ e.V. 射撃スポーツセンター[9]

### 催し物、イベント
- 8月には、アレンドルフ (ルムダ)、シュタウフェンベルク、ロラー全域でルムダタールの自動車のない日曜日が行われる。
- 9月にロンドルフでミヒャエリス＝マーケットが開催される。これはこの集落で引き継がれてきた歴史的な歳の市である。

## 引用
1. ↑  Hessisches Statistisches Landesamt: Bevölkerung in Hessen am 31.12.2023 (Landkreise, kreisfreie Städte und Gemeinden, Einwohnerzahlen auf Grundlage des Zensus 2011)]
2. ↑  Gerstenmeier, K.-H. (1977): Hessen. Gemeinden und Landkreise nach der Gebietsreform. Eine Dokumentation. Melsungen. p. 307
3. ↑  ヘッセン州統計局: 2011年3月27日のラーベナウ町議会選挙結果（2015年5月17日 閲覧）
4. ↑  “Bürgermeisterwahl Gemeinde Rabenau - Bürgermeisterwahl am 26.11.2017”. 2021年10月2日閲覧。
5. ↑  Genehmigung eines Wappens durch den Hessischen Minister des Innern vom 30. Juli 1971 (Staats=Anzeiger. p. 1349) TIF-file page 13
6. ↑  Das Minispielfeld, TSV 1907 Londorf（2015年5月18日 閲覧）
7. ↑  Minigolfen im Burggarten Londorf, Gemeinde-Rabenau（2015年5月18日 閲覧）
8. ↑  Rabenauer Höhenweg, Oberhessischer Gebirgsverein（2015年5月18日 閲覧）
9. ↑  Schützenverein 1969 Londorf e. V.（2015年5月18日 閲覧）